# Anna de Saxonia (1567–1613)
Anna de Saxonia (16 noiembrie 1567 - 27 ianuarie 1613), a fost o nobilă germană, membră a Casei de Wettin (ramura Albertină) și prin căsătorie Ducesă de Saxa-Coburg-Eisenach.

## Biografie
Născută la Dresda, ea a fost al 12-lea copil din cei 15 ai  Electorului Augustus de Saxonia și ai Prințesei Anna a Danemarcei. Dintre frații ei doar ea și alți trei au atins vârsta adultă.
La 4 mai 1584 și fără consimțământul tatălui ei, Anna s-a logodit cu Johann Casimir, Duce de Saxa-Coburg. Nunta a avut loc la Dresda la 16 ianuarie 1586, iar ea a primit ca zestre 30.000 de taleri și orașul Römhild. Vesela și impetuoasa ducesă a organizat curând festivități magnifice la noua ei curte.
Mariajul ei a eșuat: soțul ei prefera vânătoarea și deci petrecea câteva săptămâni departe de ea. La sfârșitul lunii septembrie 1593 ducesa a fost prinsă de soțul ei în adulter. Imediat Johann Casimir a ordonat arestarea ei și a iubitului ei, Ulrich de Lichtenstein. În ciuda scrisorilor pe care Anna le-a trimis soțului ei și a rudelor care l-au rugat s-o ierte, la 12 decembrie, la Jena, Schöppenstuhl (Înalta Curte) a anulat căsătoria și i-a condamnat pe ambii iubiți la decapitare prin sabie. Johann Casimir în ultimul moment a schimbat pedeapsa la închisoare pe viață. Fratele Annei, Electorul Christian I a confirmat sentința și a refuzat să o ajute, ea împărțind aceeași cu sora ei Elisabeta.
Anna a fost trimis prima dată la Eisenach, apoi la Castelul Kahlenberg, în 1596 la a fosta mănăstire Sonnefeld și în cele din urmă (1603), la Veste Coburg, unde a murit în 1613, la vârstă de 45 de ani. A fost îngropată la Klosterkirche, Sonnefeld. Ulrich de Lichtenstein a murit în închisoare douăzeci de ani mai târziu, la 8 decembrie 1633 la doar trei zile după ce i-a fost anunțată vestea că va fi eliberat.
În 1599 Johann Casimir s-a căsătorit pentru a doua oară verișoara primară a Annei, Margaret de Brunswick-Lüneburg; pentru a o umili pe prima lui soție el a sărbătorit această ocazie cu faimosul Coburg Taler: pe avers a arătat un cuplu care se săruta cu inscripția WIE KVSSEN SICH DIE ZWEY SO FEIN (Un bun sărut între doi), în timp ce reversul o arăta pe Anna îmbrăcată ca o călugăriță cu inscripția: WER KVST MICH - ARMES NVNNELIN (cine te sărută acum, săracă călugăriță?).